# Blancuntre
Blancuntre ou Aldea Blancuntre est une localité rurale argentine située dans le département de Gastre, dans la province de Chubut.

## Démographie
La localité compte 82 habitants (Indec, 2010), ce qui représente une augmentation de 7,8 % par rapport au précédent recensement de 2001 qui comptait 76 habitants.